# 1015 Christa
Christa (asteroide 1015) é um asteroide da cintura principal com um diâmetro de 96,94 quilómetros, a 2,94708588 UA. Possui uma excentricidade de 0,08146919 e um período orbital de 2 099,17 dias (5,75 anos).
Christa tem uma velocidade orbital média de 16,62812247 km/s e uma inclinação de 9,45800754º.
Esse asteroide foi descoberto em 31 de janeiro de 1924 por Karl Reinmuth.